# Lycia pilzii
Lycia pilzii är en fjärilsart som beskrevs av Standfuss 1891. Lycia pilzii ingår i släktet Lycia och familjen mätare. Inga underarter finns listade i Catalogue of Life.